# Лода (Илиноис)
Лода (енгл. Loda) град је у америчкој савезној држави Илиноис.

## Демографија
По попису из 2010. године број становника је 407, што је 12 (-2,9%) становника мање него 2000. године.
| Група             | 2000.       | 2010.       |
| Белци             | 383 (91,4%) | 381 (93,6%) |
| Афроамериканци    | 11 (2,6%)   | 7 (1,7%)    |
| Азијати           | 0 (0,0%)    | 0 (0,0%)    |
| Хиспаноамериканци | 23 (5,5%)   | 9 (2,2%)    |
| Укупно            | 419         | 407         |